# Agranulocitosi
L'agranulocitosi è una condizione patologica acuta del sangue, caratterizzata da grave diminuzione del numero dei granulociti circolanti e conseguente aumentata suscettibilità alle infezioni. Questa condizione si manifesta quando la conta dei granulociti scende sotto a 100 cellule/mm³, cioè meno del 5% del valore di riferimento.

## Sintomatologia
Fra i sintomi e i segni clinici si riscontrano febbre, astenia, candidosi.

## Eziologia
L’agranulocitosi può essere primaria, ad esempio dovuta ad alterazioni congenite della mielopoiesi midollare, oppure secondaria, come nel caso della agranulocitosi farmaco-indotta.
I farmaci che più frequentemente provocano agranulocitosi sono i chemioterapici antitumorali, gli antipsicotici e in particolare la clozapina, alcuni  FANS come il fenilbutazone, i farmaci con struttura sulfamidica.